# Altrix
Altrix là một chi ốc biển, là động vật thân mềm chân bụng sống ở biểns trong họ Fissurellidae.

## Các loài
Các loài trong chi Aktrix gồm có:
- Altrix trifolium
- Altrix altior (Meyer & Aldrich, 1886) [1]
- Altrix leesi (Sohl, 1992) [1]
- Altrix pacifica (Squires & Goedert, 1996) [1]
- Altrix palmerae (Olsson, 1964) [1]